# Pithiviers-le-Vieil
Pithiviers-le-Vieil – miejscowość i gmina we Francji, w Regionie Centralnym, w departamencie Loiret.
Według danych na rok 1990 gminę zamieszkiwały 1713 osoby, a gęstość zaludnienia wynosiła 51 osób/km² (wśród 1842 gmin Centre, Pithiviers-le-Vieil plasuje się na 232. miejscu pod względem liczby ludności, natomiast pod względem powierzchni na miejscu 273.).